# El Pont de Vilomara i Rocafort
El Pont de Vilomara i Rocafort är en kommun i Spanien.   Den ligger i provinsen Província de Barcelona och regionen Katalonien, i den östra delen av landet, 500 km öster om huvudstaden Madrid. Antalet invånare är 3 775. Arean är 27,4 kvadratkilometer. El Pont de Vilomara i Rocafort gränsar till Sant Fruitós de Bages, Talamanca, Mura, Sant Vicenç de Castellet och Manresa. 
Terrängen i El Pont de Vilomara i Rocafort är kuperad söderut, men norrut är den platt.